# Alain de Boissieu
Alain de Boissieu (5 de julio de 1914 - 5 de abril de 2006) fue un general francés, perteneciente a la Francia Libre y yerno del general Charles de Gaulle.

## Condecoraciones
Estas son las condecoraciones recibidas:
- Gran cruz de la Legión de Honor.
- Caballero comendador de honor de la Orden del Imperio Británico.
- Gran cruz de la Orden Nacional del Mérito
- Medalla de la resistencia
- Medalla des Evadés
- Cruz del combatiente voluntario 39/45
- Cruz del combatiente voluntario de la Resistencia
- Commander of the Legion of Merit (EE. UU.)